# 2751 Campbell
A 2751 Campbell (ideiglenes jelöléssel 1962 RP) a Naprendszer kisbolygóövében található aszteroida. Indianai Egyetem fedezte fel 1962. szeptember 7-én.